# Јабланка
Јабланка (рум. Iablanca) је насеље у Србији у граду Вршац у Јужнобанатском округу. Према попису из 2022. било је 223 становника.

## Историја
Назив места: У 14. веку: Јаболнок (Jabolnok ).1713.:Јабука.1912.:Almád.1922.:Јабланка
Јабука се помиње први пут 1370. године. Двадесет година касније, 1390. припадала је Јабука утврђењу (Érd-somlyó). Она је надживела турску владавину. Тако 1713. године имала је 15 домова.
Године 1716. припојена је Јабука вршачком диштрикту (срез) темишварског Баната. А следеће 1717. године било је у њему 10 домова. А 1740. године дошли су румунски насељеници. Па је 1749. године било 60, а касније, 1751, 55 домова. Аустријски царски ревизор Ерлер је 1774. године констатовао да место "Јабука" припада Вршачком округу и дистрикту. Становништво је било измешано српско и влашко. Место је 1779. године припојено тамишком комитату.
Црквене обреде обављали су до 1774. године калуђери манастира Месића. Те године основана је парохија, која је на поклон добила стару цркву брвнару из Варадије, где је подигнута нова црква. Године 1816. срушио је Јабучки Поток 27 кућа, а 1828. године извршена је процена добара.
Године 1837. откупили су војни лиферанти Јосиф и Игњат Аделзберг од царске коморе ово место, и мађаризирали своја презимена на „Немешхеђи“
Године 1837. било је православних (међу којима много Рома ) 1204, католика 2 и Јевреја 2. У атару је било 53 сесије. Овде се производило врло добро бело вино, које је похваљено од енолога Фрање Шамса.
Садашња румунска црква подигнута је 1845. године. Парох је 1847. године био поп Јован Молдовановић. Године 1851. срушила је бујица Јабучког Потока 8 кућа. У години 1854. било је 1374 становника, а површина катастралне општине имала је 3426
ланаца, узев ту и бивши алодални посед од 544 ланаца. Године 1865. било је 2 великопоседника и 418 малопоседника, 1865. године износило је лозом посађено подручје 486 ланаца, које је 1884. године имало већ 873 ланаца. филоксера је 1885. године уништила све ове винограде.
Године 1890. прешао у посед у руке Адолфу Сингеру. А 1890. године оделили се Срби од Румуна и подигли цркву. Године 1898. подигнута је општинска кућа.
Учитељ у српској вероисповедној школи 1907. године је био Јован Слепчевић.
Дана 6.септембра 1913. године уништено је поплавом, услед провале облака, 49 кућа и оштећене су 32.
Бројно кретање становништва: 1869. године билоје 1445 становника, 1880.:1499. (највише бројно стање), 1890.:1198 (због штете коју је филоксера) нанела, један део становништва напустио је село и отишао за фабричке раднике, у Вршац и друге вароши ), 1900.:1233, 1910.:1269.становника.
За време преврата (1918) избила је буна јачег размаха. Сељаци су напали на општинску зграду. Бележник, Јосиф Рапски, морао је бежати. Општинску зграду су потпуно демолирали, а званичне књиге уништили. Поседников и бележников стан су опљачкали.
Војска из Вршца успела је да поврати ред. Том приликом погинуло је 9 људи. Дана 10. новембра ушла је српска војска у село, које је 1919. године припојено торонталној тамишкој жупанији.
У години 1921. пописано је 1078 становника, од којих је било Срба 330, Румуна 732, Немаца 9, Мађара 6, осталих 1.
Са северне стране села је брег „Dealunou“ или „Gmalu-nou“ који подсећа на старо насеље Новак, које се помиње 1370. године.
Крајем 20. века постоји у месту српска православна црквена општина и једна парохија. Чине је 43 дома са 172 православне душе. Православни храм је подигнут 1893-1899. године, а посвећен Св. великомученику Димитрију. Иконостас је дрвена преграда са иконама непознатог иконописца друге половине 18. или прве половине 19. века. Као парохијске филијале Јабланки припадају православни Срби из Куштиља, Месића и Сочице. Најстарија црквена матична књига је из 1801. године.

## Демографија
У насељу Јабланка живи 231 пунолетни становник, а просечна старост становништва износи 42,9 година (40,5 код мушкараца и 45,2 код жена). У насељу има 96 домаћинстава, а просечан број чланова по домаћинству је 2,93.
Ово насеље је углавном насељено Румунима (према попису из 2002. године), а у последња три пописа, примећен је пад у броју становника.
|  |

| Демографија | Демографија | Демографија |
| Година      | Становника  | Становника  |
| ----------- | ----------- | ----------- |
| 1948.       | 850         |             |
| 1953.       | 789         |             |
| 1961.       | 760         |             |
| 1971.       | 633         |             |
| 1981.       | 536         |             |
| 1991.       | 459         | 350         |
| 2002.       | 281         | 358         |

| Етнички састав према попису из 2002.‍ | Етнички састав према попису из 2002.‍ | Етнички састав према попису из 2002.‍ | Етнички састав према попису из 2002.‍ | Етнички састав према попису из 2002.‍ |
| ------------------------------------ | ------------------------------------ | ------------------------------------ | ------------------------------------ | ------------------------------------ |
|                                      |                                      |                                      |                                      |                                      |
| Румуни                               | Румуни                               |                                      | 191                                  | 67,97%                               |
| Срби                                 | Срби                                 |                                      | 75                                   | 26,69%                               |
| Југословени                          | Југословени                          |                                      | 7                                    | 2,49%                                |
| Немци                                | Немци                                |                                      | 2                                    | 0,71%                                |
| непознато                            | непознато                            |                                      | 0                                    | 0,0%                                 |

| \| \| м \| \| \| ж \| \| ? \| 0 \| \| \| 0 \| \| 80+ \| 0 \| \| \| 4 \| \| 75—79 \| 4 \| \| \| 10 \| \| 70—74 \| 10 \| \| \| 15 \| \| 65—69 \| 8 \| \| \| 9 \| \| 60—64 \| 10 \| \| \| 10 \| \| 55—59 \| 8 \| \| \| 10 \| \| 50—54 \| 13 \| \| \| 7 \| \| 45—49 \| 10 \| \| \| 10 \| \| 40—44 \| 7 \| \| \| 6 \| \| 35—39 \| 11 \| \| \| 11 \| \| 30—34 \| 9 \| \| \| 5 \| \| 25—29 \| 10 \| \| \| 16 \| \| 20—24 \| 4 \| \| \| 7 \| \| 15—19 \| 10 \| \| \| 6 \| \| 10—14 \| 10 \| \| \| 6 \| \| 5—9 \| 6 \| \| \| 7 \| \| 0—4 \| 7 \| \| \| 5 \| \| Просек : \| 40,5 \| \| \| 45,2 \| |      |  |  |      |
| |      |  |  |      |
| | м    |  |  | ж    |
| ? | 0    |  |  | 0    |
| 80+ | 0    |  |  | 4    |
| 75—79 | 4    |  |  | 10   |
| 70—74 | 10   |  |  | 15   |
| 65—69 | 8    |  |  | 9    |
| 60—64 | 10   |  |  | 10   |
| 55—59 | 8    |  |  | 10   |
| 50—54 | 13   |  |  | 7    |
| 45—49 | 10   |  |  | 10   |
| 40—44 | 7    |  |  | 6    |
| 35—39 | 11   |  |  | 11   |
| 30—34 | 9    |  |  | 5    |
| 25—29 | 10   |  |  | 16   |
| 20—24 | 4    |  |  | 7    |
| 15—19 | 10   |  |  | 6    |
| 10—14 | 10   |  |  | 6    |
| 5—9 | 6    |  |  | 7    |
| 0—4 | 7    |  |  | 5    |
| Просек : | 40,5 |  |  | 45,2 |

| Година пописа     | 1948. | 1953. | 1961. | 1971. | 1981. | 1991. | 2002. |
| ----------------- | ----- | ----- | ----- | ----- | ----- | ----- | ----- |
| Број домаћинстава | 204   | 194   | 187   | 171   | 149   | 134   | 96    |

| Број чланова      | 1  | 2  | 3  | 4  | 5 | 6 | 7 | 8 | 9 | 10 и више | Просек |
| ----------------- | -- | -- | -- | -- | - | - | - | - | - | --------- | ------ |
| Број домаћинстава | 27 | 24 | 14 | 10 | 8 | 8 | 4 | 1 | 0 | 0         | 2,93   |

| Пол    | Укупно | Неожењен/Неудата | Ожењен/Удата | Удовац/Удовица | Разведен/Разведена | Непознато |
| ------ | ------ | ---------------- | ------------ | -------------- | ------------------ | --------- |
| Мушки  | 114    | 23               | 80           | 7              | 4                  | 0         |
| Женски | 126    | 19               | 77           | 28             | 2                  | 0         |
| УКУПНО | 240    | 42               | 157          | 35             | 6                  | 0         |

| Пол    | Укупно                    | Пољопривреда, лов и шумарство | Рибарство                            | Вађење руде и камена | Прерађивачка индустрија       |
| ------ | ------------------------- | ----------------------------- | ------------------------------------ | -------------------- | ----------------------------- |
| Мушки  | 76                        | 72                            | 0                                    | 0                    | 0                             |
| Женски | 46                        | 41                            | 0                                    | 0                    | 0                             |
| Укупно | 122                       | 113                           | 0                                    | 0                    | 0                             |
|        |                           |                               |                                      |                      |                               |
| Пол    | Производња и снабдевање   | Грађевинарство                | Трговина                             | Хотели и ресторани   | Саобраћај, складиштење и везе |
| Мушки  | 0                         | 1                             | 0                                    | 0                    | 1                             |
| Женски | 0                         | 0                             | 2                                    | 0                    | 0                             |
| Укупно | 0                         | 1                             | 2                                    | 0                    | 1                             |
|        |                           |                               |                                      |                      |                               |
| Пол    | Финансијско посредовање   | Некретнине                    | Државна управа и одбрана             | Образовање           | Здравствени и социјални рад   |
| Мушки  | 0                         | 0                             | 2                                    | 0                    | 0                             |
| Женски | 0                         | 0                             | 0                                    | 2                    | 0                             |
| Укупно | 0                         | 0                             | 2                                    | 2                    | 0                             |
|        |                           |                               |                                      |                      |                               |
| Пол    | Остале услужне активности | Приватна домаћинства          | Екстериторијалне организације и тела | Непознато            | Непознато                     |
| Мушки  | 0                         | 0                             | 0                                    | 0                    | 0                             |
| Женски | 1                         | 0                             | 0                                    | 0                    | 0                             |
| Укупно | 1                         | 0                             | 0                                    | 0                    | 0                             |